# 샤치 (노르드 신화)

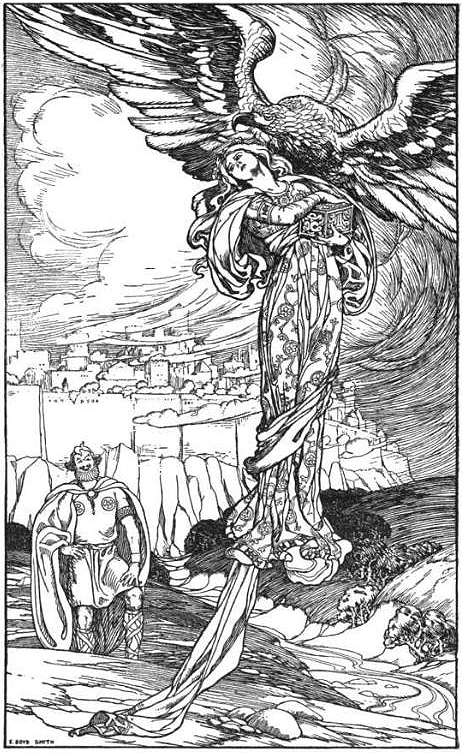
이둔을 납치하는 샤치

샤치(고대 노르드어: Þjazi)는 노르드 신화에 등장하는 요툰이다. 올발디의 아들이며 이디와 강그르의 형제이고 스카디의 아버지이다. 《신 에다》의 〈시어법〉과 〈기나긴 가을〉에 나오는 이둔 여신을 납치한 이야기로 잘 알려져 있다.

## 〈시어법〉
신 에다의 〈시어법〉에 등장하는 샤치의 이야기는 다음과 같다. 오딘과 로키와 회니르가 여행을 하기로 하였다. 이들은 산과 황야를 지나며 여행하다가 끼니 때가 되었는데, 한 계곡에서 소떼를 발견하고 소 한 마리를 잡아서 먹기로 하고, 땅에 불구덩이를 파고 소를 구우려 했다. 그러나 어찌 된 일인지 아무리 시간이 지나도 고기가 익지 않았다. 이에 이들이 의아해 하던 중 어디선가 목소리가 들려와 돌아 보니, 독수리 한 마리가 나무 위에 앉아서 고기가 익지 않는 것은 자기 때문이라고 떠들고 있었다. 이 독수리는 바로 거인 샤치가 둔갑한 것이었다. 독수리는 자신에게도 소고기를 좀 나눠 주기로 약속한다면 조리를 방해하지 않겠다고 말했고, 일행은 이에 동의하였다. 그러자 샤치는 나무에서 내려와 고기를 먹기 시작했는데, 너무 많이 먹어서 다른 이들이 먹을 것은 거의 남지 않았다. 이에 화가 난 로키가 샤치를 제지하려다 말을 듣지 않자 지팡이로 때렸으나, 지팡이는 그대로 샤치의 몸에 박혀 빠지지 않았고 샤치는 그대로 날아올라 버렸다. 로키는 지팡이에 매달린 채 샤치와 함께 날아가게 되었다. 샤치가 날아가는 동안 로키는 다리가 나무나 바위 따위에 부딪쳐 매우 아팠으므로 내려 달라고 애원하였다. 그러자 샤치는 이둔과 이둔의 사과를 아스가르드 밖으로 빼내오기로 약속한다면 내려 주겠다고 하였고, 로키는 그러마고 약속하였다.
그 뒤, 로키는 약속대로 이둔을 꾀어 냈다. 로키는 자기가 숲에서 사과를 보았는데 매우 훌륭하였으며, 이 사과들은 응당 사과의 여신인 이둔이 가져야 할 것이고, 또 이 사과들을 이둔의 사과들과 대조해 보아야 할 테니 젊음의 사과를 가지고 그 숲으로 가야 한다고 거짓말을 늘어놓았다. 이둔은 이에 속아 로키를 따라 아스가르드를 나섰다. 독수리 모습의 샤치가 나타나서 이둔을 낚아챘고, 요툰헤임에 있는 자신의 영역인 스림헤임으로 날아갔다.
이둔이 납치당하자 젊음의 사과를 못 먹게 된 신들은 늙기 시작했다. 로키가 이둔을 아스가르드 밖으로 꾀어 냈다는 것을 알게 된 신들은 로키를 붙잡았다. 로키는 신들의 고문과 협박에 못 이겨 이둔을 구출해 오기로 했다. 로키는 입으면 매로 변신할 수 있는 외투를 프레이야에게서 빌려 입고 매로 둔갑하여 샤치의 거처로 갔다. 마침 샤치는 배를 타고 바다에 나가서 부재 중이었고 이둔이 혼자 있었으므로, 로키는 이둔을 견과로 변신시켜서 들고 아스가르드로 날아갔다. 귀가한 샤치는 이둔이 사라지고 멀리 매 한 마리가 날아가고 있는 것을 보고 독수리로 변신해 추격했다. 아스가르드의 신들은 멀리서 날아오는 매 한 마리와 그 뒤를 쫓는 독수리 샤치를 보았고, 독수리에게 불을 붙였다. 샤치는 깃털이 다 타서 더 이상 날지 못하고 추락했고, 신들은 샤치를 죽였다.
신들이 샤치를 죽였다는 것을 알게 된 샤치의 딸 스카디는 복수를 하려고 무장을 갖추고 아스가르드로 진격했다. 그러나 아스가르드 신들은 아버지를 죽인 것을 사죄하는 후한 보상을 제시하며 스카디를 달래고 회유하였다. 결국 스카디는 제안을 받아들이고, 신들의 주선으로 뇨르드를 남편으로 얻었다. 또 오딘은 배상의 뜻으로 샤치의 눈을 밤하늘의 별이 되어 빛나게 하였다.
〈시어법〉에 따르면 샤치와 그 형제 강그르와 이디는 올발디의 아들들이었다. 많은 황금을 가졌던 올발디가 죽으면서 자식들에게 유산을 남겼으므로 이를 나눠 가진 샤치와 강그르와 이디도 부유했다고 한다.

## 〈하르바르드 음률시〉
고 에다의 〈하르바르드 음률시〉에서는 신 에다와 달리 오딘이 아닌 토르가 샤치의 눈을 별로 만들었다고 나온다. 토르는 자신을 조롱하는 뱃사공 하르바르드(Hárbarðr, “회색 수염”)에게 자신이 올발디의 아들인 거인 샤치를 죽이고 그 눈을 하늘에 던져 놓아 빛나게 했으니 이것이 자신의 위업의 증거라고 주장하지만, 그렇게 싸우고 죽이는 것밖에 모르니 여자를 알겠냐며 사공에게 오히려 더 조롱당한다.